# Proporidae
Proporidae zijn een familie uit de klasse der Acoela. De Proporidae hebben één geslachtelijke opening, zonder bijkomende vrouwelijk geslacht.

## Geslachten
De volgende geslachten zijn bij de familie ingedeeld:
- Adenocauda Dörjes, 1968
- Afronta Hyman, 1944
- Deuterogonaria Dörjes, 1968
- Haplogonaria Dörjes, 1968
- Haploposthia An der Lan, 1936
- Kuma Marcus, 1950
- Parahaplogonaria Dörjes, 1968
- Parahaploposthia Dörjes, 1968
- Polycanthus Hooge, 2003
- Praeanaperus Faubel & Regier, 1983
- Proporus Schmidt, 1848
- Pseudohaplogonaria Dörjes, 1968
- Pseudokuma Dörjes, 1968
- Simplicomorpha Dörjes, 1968

## Leefomgeving
Soorten uit de familie Proporidae zijn teruggevonden aan de kust van Queensland in Australië in korrelig sediment van middelmatige grootte. De soorten bevonden zich op 1 à 2 meter diepte onder water.